# Harallamb Qaqi
Harallamb Qaqi (griechisch Χαράλαμπος «Λάμπης» Κιάκης Charálambos „Lámbis“ Kiákis, * 17. September 1993 in Tirana, Albanien) ist ein albanisch-griechischer Fußballspieler, der zurzeit beim kosovarischen Erstligisten KF Drenica unter Vertrag stand.

## Karriere

### Verein
Qaqi wurde in Tirana geboren, wanderte aber in jungen Jahren mit seiner Familie nach Griechenland aus. Seine Jugendkarriere begann er bei den Akademien von AEK Athen, wechselte jedoch früh nach Italien zu Varese Calcio. Im Sommer 2013 wechselte Qaqi zu Hellas Verona. Innerhalb von drei Jahren wurde Qaqi an FC Carpi, Barletta Calcio und FK Partizani Tirana ausgeliehen, was ihm keine Möglichkeit gab, ein Spiel für Hellas Verona zu absolvieren.
Im Sommer 2016 wechselte Qaqi zum albanischen Superligisten KF Laçi.
Nach zwei Jahren wechselte Qaqi zum FK Kukësi. Nach nur ein paar Monaten wechselte er im Januar 2019 zu KS Kamza. Nachdem KS Kamza aus dem Ligabetrieb ausgeschlossen worden war, wechselte Qaqi anschließend zum zypriotischen Zweitligisten FC Alki Oroklini.
Nach nur einem Jahr bei Alki Oroklini wechselte Qaqi zum ehemaligen albanischen Meister KF Skënderbeu Korça. Nach drei Monaten gab Qaqi bekannt, dass er den KF Skënderbeu verlassen hatte. Als Grund nannte er, dass ihm die derzeitigen Ergebnisse des Teams nicht zugesagt haben.
Ende Januar 2021 wechselte Qaqi zu KF Drenica.

### Nationalmannschaft
Am 11. Juni 2013 bestritt Qaqi sein Debüt für die U-21-Auswahl der albanischen Nationalmannschaft. Das Spiel verlor die albanische U-21-Auswahl gegen die bosnischen U-21 Nationalmannschaft mit dem Spielstand 4:1.